# General Electric PE-350
La General Electric PE-350 fue una cámara de televisión fabricada por la compañía estadounidense General Electric en la década de 1950. Fue una de las primeras cámaras de televisión diseñadas específicamente para la producción en vivo de televisión en estudios y eventos deportivos.

## Características
La General Electric PE-350 utilizaba un tubo vidicón como sensor de imagen, que convertía la luz en una señal eléctrica. El vidicón era un tipo de tubo de imagen electrónica que fue ampliamente utilizado en las primeras cámaras de televisión. La General Electric PE-350 tenía una resolución de 525 líneas de escaneo, que era la resolución estándar para la televisión en los Estados Unidos en ese momento.
La General Electric PE-350 también tenía un zoom óptico de 10 aumentos y un enfoque automático, lo que la hacía más fácil de usar para los operadores de cámara. También tenía una luz de «indicador de carne» incorporada, que ayudaba a los operadores a ajustar la exposición de la cámara para obtener una imagen más natural de la piel humana.
La General Electric PE-350 es considerada una innovación importante en la historia de la televisión, ya que mejoró significativamente la calidad de la producción en vivo en televisión. Su diseño y características también sentaron las bases para muchas cámaras de televisión posteriores.

## Producciones grabadas con la General Electric PE-350
Algunos programas de televisión famosos que podrían haber sido grabados con esta cámara incluyen:
- The Ed Sullivan Show: Este programa de variedades se emitió en la televisión estadounidense desde 1948 hasta 1971 y presentó una amplia gama de artistas, desde músicos hasta comediantes y actores.
- The Jack Benny Show: Este popular programa de comedia se emitió en la televisión estadounidense desde 1950 hasta 1965 y presentó al comediante Jack Benny y su elenco de personajes.
- I Love Lucy: Esta comedia de situación, considerada una de las más grandes series de televisión de todos los tiempos,[6][7] se emitió en la televisión estadounidense desde 1951 hasta 1957.
- El chavo deo 8:[8] Esta comedia de situación mexicana que se emitió por primera vez en 1971. La serie sigue las aventuras del personaje principal, El Chavo, un niño pobre que vive en una vecindad en la Ciudad de México y se enfrenta a situaciones cómicas junto a sus amigos y vecinos.